# Langues à Curaçao
Les langues officielles de Curaçao sont le néerlandais, le papiamentu et l'anglais. Le néerlandais étant l'ancienne langue coloniale.
La langue la plus parlée (84 %), et ce, dans toutes les couches de la société, est le papiamentu, un créole à base d'espagnol, de néerlandais, de portugais, de français, d'anglais, de langues africaines et de langue arawak. Mais l'île demeure polyglotte, car outre le papiamentu, sont également parlés le néerlandais, l'anglais et l'espagnol.
La langue de l'enseignement est le néerlandais. L'espagnol et l'anglais sont enseignés comme langues étrangères dès la dernière année de l'enseignement primaire.

## Recensement de 2011
Lors du recensement général de la population et de l'habitat de Curaçao réalisé en 2011 les questions démo-linguistiques suivantes ont été posées :
- "Quelle(s) langue(s) est (sont) habituellement parlée(s) dans ce ménage ?"

...
- "Quelle langue est la plus parlée dans ce ménage ? (seulement une réponse possible)"

Langues les plus parlées, :
1. Papiamentu : 79,9 % (2001 : 82,8 % et 1992 : 86,0 %)
2. Néerlandais : 8,8 % (8,2 % et 7,0 %)
3. Espagnol : 5,6 % (4,1 % et 2,6 %)
4. Anglais : 3,1 % (3,0 % et 2,8 %)

## Recensement de 2001
Le recensement général de la population et de l'habitat des Antilles néerlandaises (incluant Curaçao) réalisé en 2001 pose les deux questions démo-linguistiques suivantes :
- "Quelle langue ou quelles langues est/sont habituellement parlées dans ce ménage ? Il est possible de donner plus d'une réponse !"

...
- "Quelle est la langue la plus parlée dans ce ménage ?"[5]

Langues les plus parlées (% des ménages)
1. Papiamentu : 80,3 %
2. Néerlandais : 9,3 %
3. Espagnol : 4,6 %
4. Anglais : 3,5 %

Langues les plus parlées (% des personnes)
1. Papiamentu : 81,2 %
2. Néerlandais : 8,0 %
3. Espagnol : 4,0 %
4. Anglais : 2,9 %

## Statistiques diverses
- Langues des sites internet en ".cw" (2017)[6] : anglais 77 %, néerlandais 23 %
- Langues de consultation de Wikipédia (2013) : anglais 72 %, néerlandais 19 %, espagnol 5 %
- 85 % de la population sait parfaitement parler anglais en seconde langue, et 5 % ont des notions d'anglais.
- Environ 10 % de la population ne sait pas parler anglais en 2018, mais parle l'une des autres langues, soit l'espagnol, soit le papiamento.